# بیانیه برلین (۲۰۰۷)
بیانیه برلین (به طور رسمی اعلامیه به مناسبت پنجاهمین سالگرد امضای معاهده رم) متنی غیر الزام آور اتحادیه اروپا (EU) است که در ۲۵ مارس ۲۰۰۷ در برلین (آلمان) به امضای پنجاهمین سالگرد امضای معاهده اقتصادی رم یا پیش از اتحادیه اروپا بر اساس معاهده مدرن اقتصادی رم رسید.
این بیانیه زاییده فکر ریاست آلمان بر شورای اتحادیه اروپا در نیمه اول سال ۲۰۰۷ بود. این اعلامیه که به منظور ایجاد انگیزه مجدد برای روند اصلاحات اتحادیه اروپا پس از شکست تصویب قانون اساسی اروپا طراحی شده بود، به دنبال ایجاد یک "مبنای مشترک تجدید شده" در زمان انتخابات پارلمان اروپا در سال ۲۰۰۹ بود. ریاست جمهوری آلمان این موضوع را با میانجیگری برای توافقی که بعدها به عنوان لپیمان یسبون شناخته شد، پیگیری کرد.

## امضا کنندگان
این سند که به نام "ما شهروندان اتحادیه اروپا" ارائه شد، توسط رؤسای سه نهاد بزرگ سیاسی امضا شد.
- هانس گرت پوترینگ به عنوان رئیس پارلمان اروپا
- آنگلا مرکل به عنوان رئیس شورای اتحادیه اروپا (و شورای اروپا ).
- ژوزه مانوئل باروسو به عنوان رئیس کمیسیون اروپا

در ابتدا قرار بود که رهبران همه کشورهای عضو اتحادیه اروپا آن را امضا کنند، اگرچه دریافت سند مورد توافق همه اعضا یک چالش بود، بنابراین این امر به سه رؤسای نهاد واگذار شد - اگرچه این امر با انتقاداتی روبرو شد.

## مسائل

### مسیحیت
این بیانیه توسط پاپ بندیکت شانزدهم به دلیل عدم ذکر مسیحیت مورد انتقاد قرار گرفته است. لهستان در ابتدا تهدید به وتو کرد به دلیل این قصور، اما برای دستیابی به توافق کنار کشید. چندین سازمان سکولار با پیشنهاد گنجاندن دین مخالفت کردند و اعلامیه خود را به نام "چشم اندازی برای اروپا" تهیه کردند. 

### ترجمه
به زبان آلمانی (زبانی که سند به آن تنظیم شد)، عبارت «ما شهروندان اتحادیه اروپا برای بهتر شدن متحد شده‌ایم» به صورت «Wir Bürgerinnen und Bürger der Europäischen Union sind zu unserem Glück vereint» نوشته شده بود.  که در واقع به «ما، شهروندان اتحادیه اروپا، در خوشبختی/خوشبختی خود متحد شده‌ایم» نزدیک‌تر است. این به عنوان یک ترجمه اشتباه سیاسی عمدی تلقی شده است. 